# Fairies Candles
Fairies Candles es una pieza de arte público por la artista Marina Lee. Fue instalada en Kilbourn-Kadish Park en un acantilado con vista al Río Milwaukee cerca del centro de Milwaukee, Wisconsin en 2005.

## Descripción
Fairies Candles consiste en tres tentáculos, como formas que se elevan desde la ladera. Cada forma se estrecha verticalmente desde una base amplia, serpenteando hacia el cielo. Los elemento son puesto en pequeñas bases circulares de concreto. Cerca de la cima de cada tentáculo, pequeños elementos de iluminación están fijados hacia abajo. Según el artista, la planta del bosque cimífuga, a veces conocida como "vela de hadas" , inspiró la forma de la escultura.

## Ubicación
El sitio fue creado como parte de la renovaciones de la ciudad de parque Kilbourn de la ciudad de Milwaukee. La ladera tiene una pradera, anfiteatro, una cancha de fútbol soccer, una ciclopista y un mirador.

## Financiamiento
La escultura fue financiada como un proyecto artístico comunitario durante la construcción del anfiteatro con una donación del fondo Mary Nohl de la fundación Gran Milwaukee